# Carani, Timiș
Carani (în germană Mercydorf, în maghiară Mercyfalva) este un sat în comuna Sânandrei din județul Timiș, Banat, România.

## Localizare
Satul Carani se situează 18 km la nord de municipiul Timișoara, pe drumul județean DJ692. 3 km la est trece drumul național DN69, de care Carani-ul este legat printr-un drum comunal. Totodată este accesibil și pe calea ferată, având stație proprie la linia Timișoara - Arad. La nord se învecinează cu localitatea Călacea (5 km), la est cu satul Cornești, la sud cu centrul de comună Sânandrei, la vest cu Hodoni. Este străbătută de râul Caran.

## Istorie

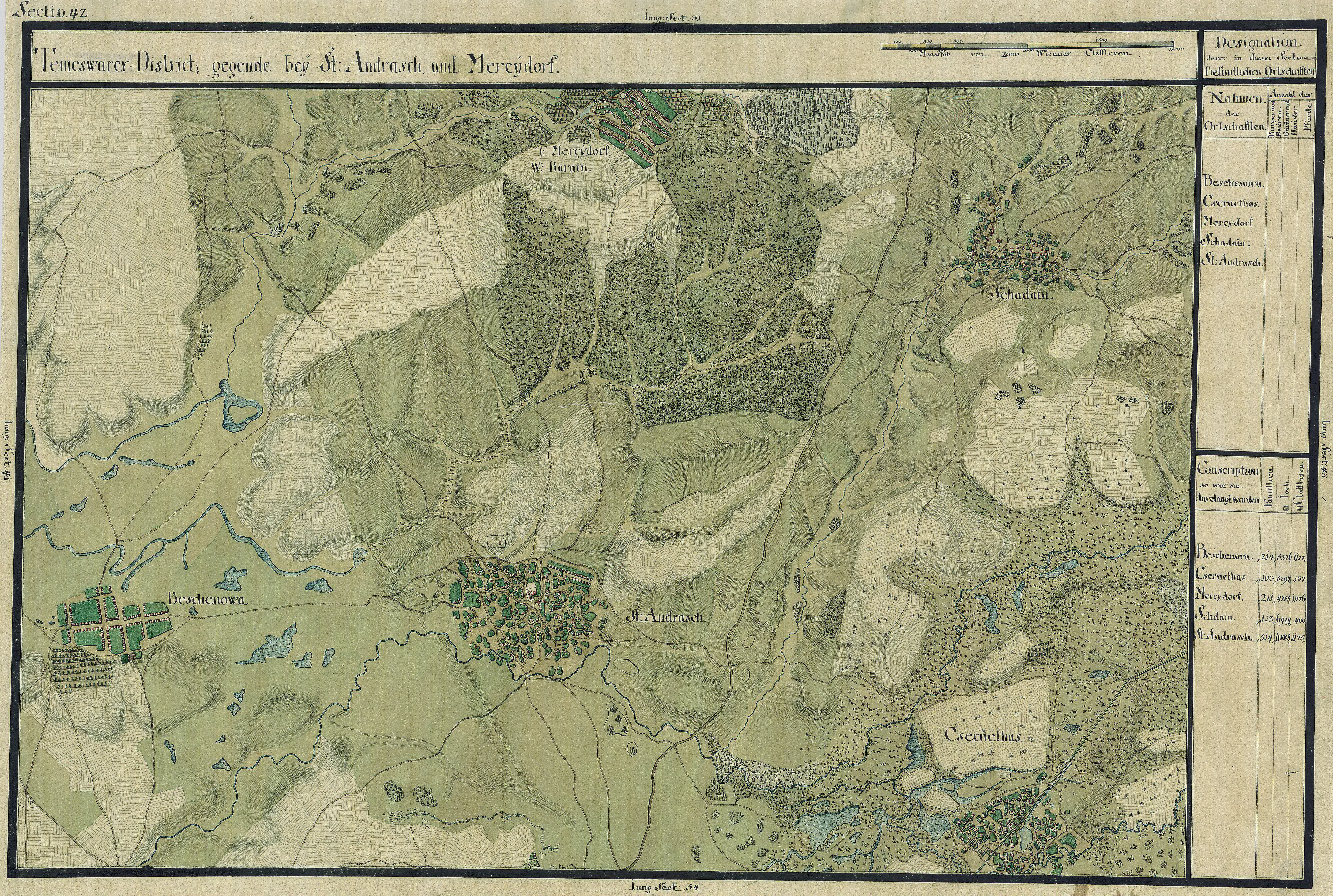
Carani în Harta Iosefină a Banatului, 1769-72

Carani a fost întemeiat în 1735 de coloniști italieni aduși aici de Imperiul Habsburgic în masivul efort de colonizare a Banatului cu populații vest-europene. A fost unul dintre primele sate de coloniști, fondat și locuit inițial exclusiv de italieni, fiind singurul astfel de așezământ majoritar italian din întreg Banatul. Aceștia erau crescători de viermi de mătase, scopul aducerii lor fiind evident acela de a implanta în Banat producția de viermi de mătase.
Numele sub care a fost fondat a fost Mercydorf (în traducere satul lui Mercy), în cinstea generalului Mercy care era însărcinat cu conducerea Banatului. Mai târziu au început să vină aici noi valuri de coloniști, de data aceasta francezi și germani din Alsacia-Lorena. Primii dintre ei au venit pe la 1752, apoi din nou la 1763, astfel că pe la 1770, localitatea a devenit substanțial "franceză". Slujbele religioase erau ținute în trei limbi: italiană, franceză și germană. Însă cu timpul s-a impus elementul german, predominant în restul Banatului. Spre sfârșitul secolului XVIII, Carani-ul se transformase deja într-un sat șvăbesc.

## Personalități
Aici a fost paroh Lőrinc Schlauch (în sec. al XIX-lea), devenit apoi episcop romano-catolic de Oradea și cardinal.

## Obiective turistice
- Castelul Contelui Mercy (1733-1734) [2]
- Biserica Romano-Catolică (1734)